# Centrodoras
Centrodoras är ett släkte av fiskar. Centrodoras ingår i familjen Doradidae.
Kladogram enligt Catalogue of Life:
| Centrodoras | \| \| Centrodoras brachiatus \| \| \| \| \| \| Centrodoras hasemani \| \| \| \| |
|             | \| \| Centrodoras brachiatus \| \| \| \| \| \| Centrodoras hasemani \| \| \| \| |
|             | Centrodoras brachiatus                                                          |
|             |                                                                                 |
|             | Centrodoras hasemani                                                            |
|             |                                                                                 |